# أوزيبيو غونزاليس
أوزيبيو غونزاليس هو لاعب كرة قاعدة كوبي، ولد في 13 يوليو 1892 في هافانا في كوبا، وتوفي بنفس المكان في 14 فبراير 1976.

## وصلات خارجية
- أوزيبيو غونزاليس على موقعبيزبول رفرنس.كوم (الدوري الرئيسي) (الإنجليزية)
- أوزيبيو غونزاليس على موقعبيزبول رفرنس.كوم (الدوري الثانوي) (الإنجليزية)